# Marie Tømmerbakke
Marie Sundfør Tømmerbakke (født 10. Januar 1993 i Norge) er en norsk håndboldspiller, der spiller for København Håndbold. Hun har tidligere optrådt for Oppsal IF i hjemlandet.